# Hermann Kusmanek von Burgneustädten
Hermann Kusmanek, ab 1913 Kusmanek von Burgneustädten (* 16. September 1860 in Hermannstadt; † 7. August 1934 in Wien) war ein k. k. Geheimer Rat, Generaloberst der k.u.k. Armee, genannt der Löwe von Przemyśl.

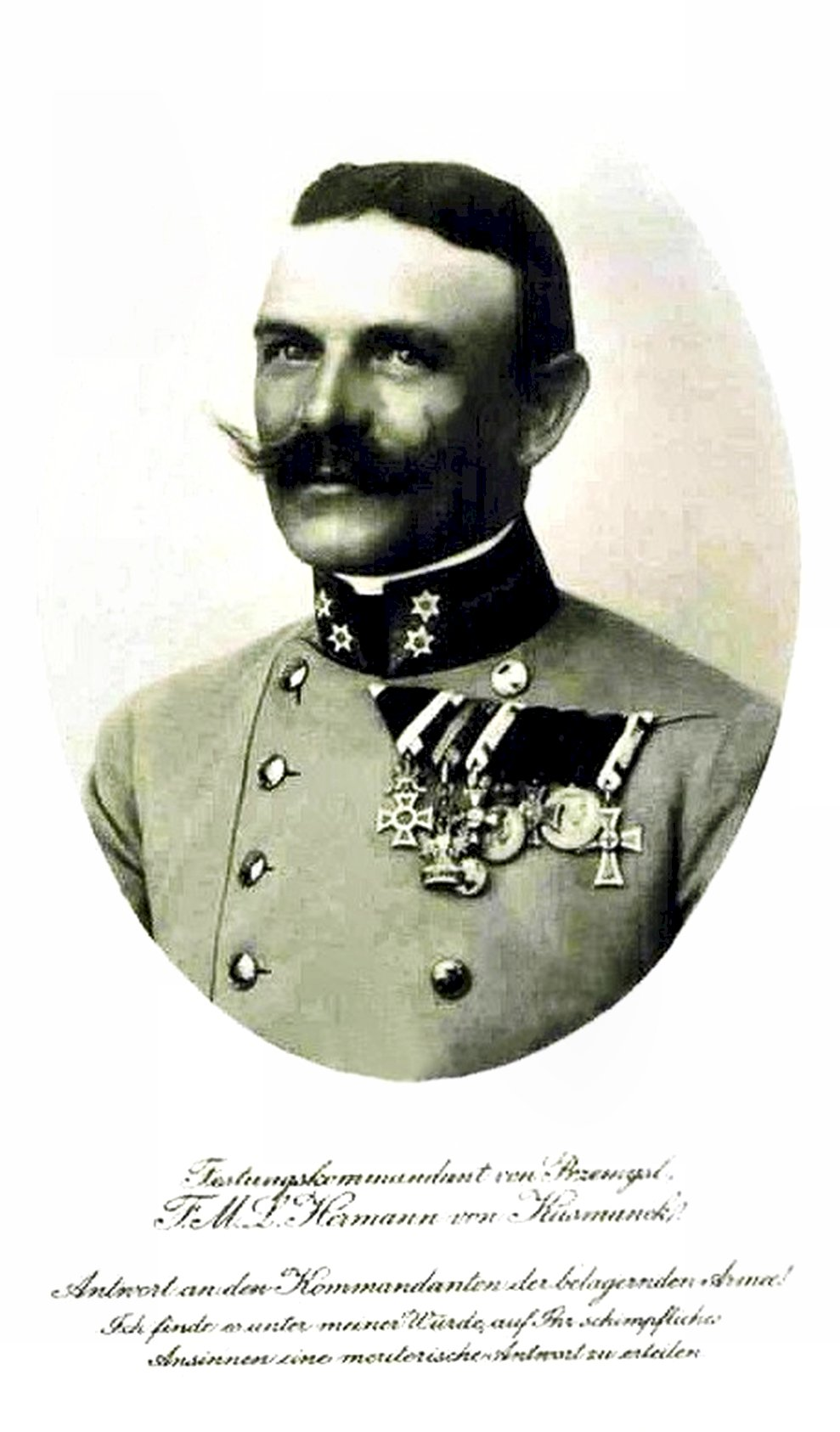
Hermann von Kusmanek als FML und Festungskommandant von Przemysl 1914

## Leben

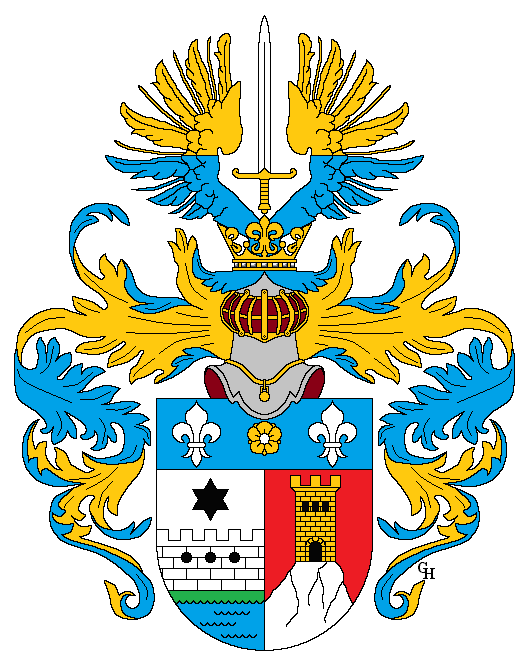
Wappen Kusmanek von Burgneustädten, verliehen 1913.

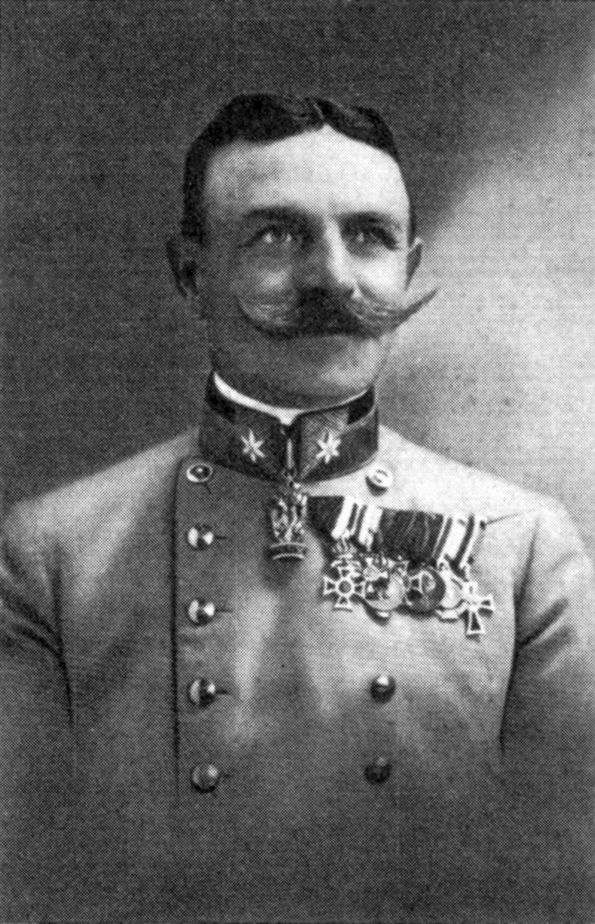
Hermann Kusmanek von Burgneustädten als Generalmajor

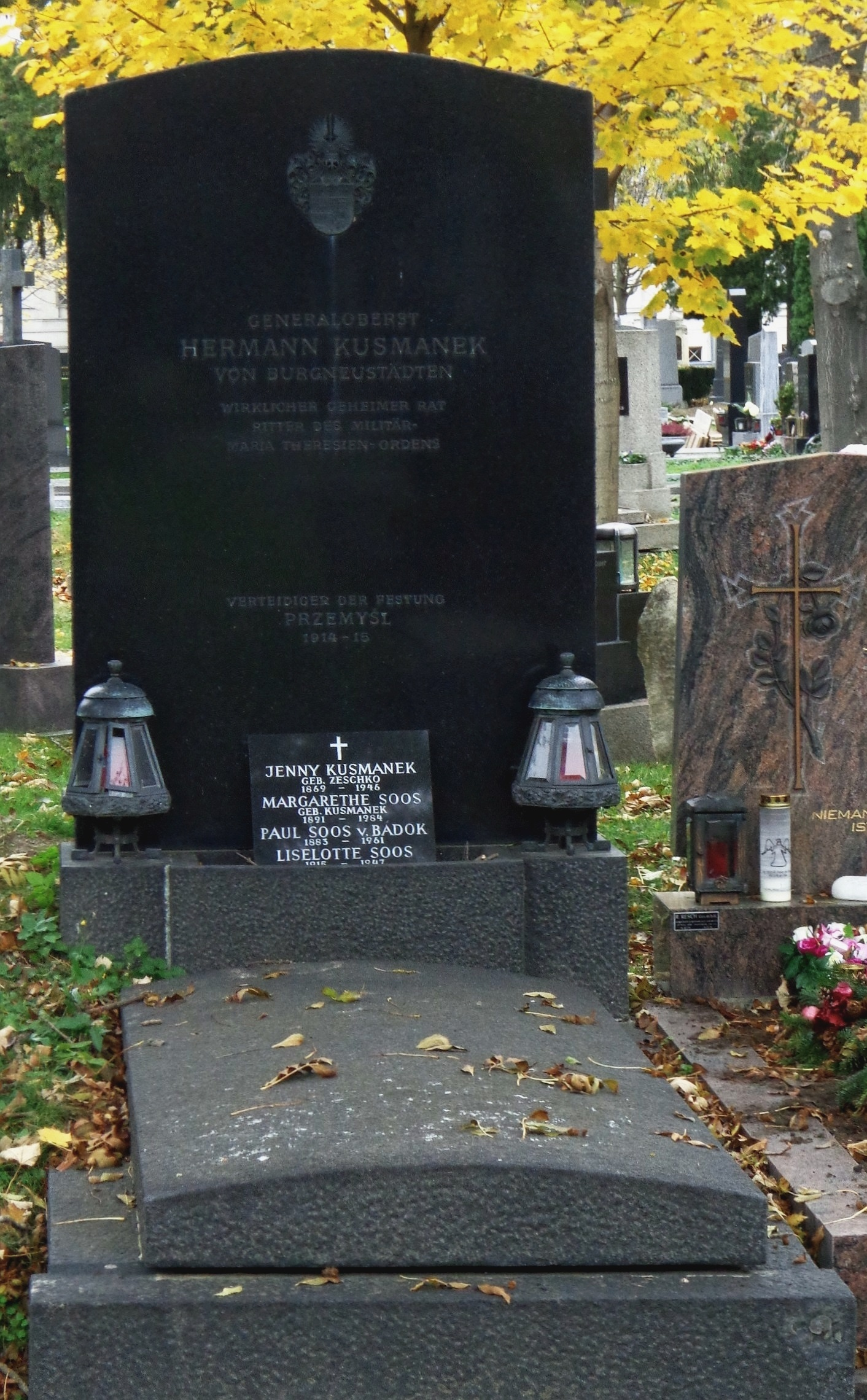
Wiener Zentralfriedhof – Grab von Hermann Kusmanek von Burgneustädten

Er war der Sohn des Polizeirates Josef Kusmanek und seiner Ehefrau Juliana geb. Wiehner. Kusmanek absolvierte die Militär-Oberrealschule in Mährisch-Weißkirchen, die Theresianische Militärakademie in Wiener Neustadt und dann von 1882 bis 1884 die Kriegsschule. Als Oberleutnant wurde er dem Generalstab zugeteilt und in Budapest, Foča und Laibach eingesetzt. Ab dem Jahre 1888 wurde der nunmehrige Generalstabshauptmann zum Stab des III. Korps nach Graz kommandiert und war in den Jahren 1889 bis 1893 als Konzeptoffizier beim Kriegsministerium in Wien tätig. Danach wurde er in den Truppendienst versetzt und versah einen zweijährigen Dienst als Kompaniekommandant beim K.u.k. Infanterieregiment „Albrecht von Württemberg“ Nr. 73 in Eger. 1894 zum Major im Generalstabskorps befördert, trat er einen zweijährigen Dienst beim Landesbeschreibungsbüro des Generalstabes in Wien und in der kriegsgeschichtlichen Abteilung des Kriegsarchivs an. 1895 kam er als Oberstleutnant wieder in den Truppendienst beim Infanterieregiment Nr. 63 in Bistritz und von dort 1899 zurück an das Kriegsministerium, wo er seit März 1903 als Vorstand des Präsidialbüros fungierte. Bereits 1903 war er zum Oberst, sodann am 1. November 1906 (Rang vom 22. November des Jahres) zum Generalmajor befördert worden.
Im Oktober 1908 wurde er Kommandant der 65. Infanteriebrigade in Raab und im April 1910 Divisionskommandant in Innsbruck. Am 1. November 1910 wurde er zum Feldmarschallleutnant befördert und im Januar 1911 Kommandant der 28. Infanterie-Truppendivision in Laibach. Bei Beginn des Ersten Weltkriegs wurde er zum Festungskommandanten von Przemyśl ernannt. Kusmanek wurde am 3. Oktober 1913 von Kaiser Franz Joseph I. geadelt und wählte in dankbarer Erinnerung an seine einstige Ausbildungsstätte, die Theresianische Militärakademie in der Burg in Wiener Neustadt, das Prädikat „von Burgneustädten“. In sein Wappen übernahm er einen der beiden Türme des Wiener Neustädter Stadtwappens.
Das österreich-ungarische Heer musste sich nach dem Sommerfeldzug von 1914 wieder nach Westen zurückziehen, ohne dass jedoch die Festung Przemyśl aufgegeben wurde. Der Divisionskommandant der Festung Árpád Tamásy von Fogaras und dessen 23. Honvéd-Infanterie-Division sowie vier Landsturmbrigaden wurden durch starke russische Kräfte eingeschlossen. Die Festung war bereits veraltet, von den 38 Gürtelwerken des Verteidigungsrings waren nur zwölf modernisiert und mit verstärkten Decken versehen worden. Von den 988 vorhandenen Festungsgeschützen entsprachen nur 28 dem damaligen Stand der Technik. Auch beklagte Kusmanek die zu großen Intervalle und wies auf die unzureichende Befestigung im VIII. Verteidigungsbezirk hin.
Eine erste Belagerung von Przemyśl vom 16. September bis zum 9. Oktober 1914 konnte nach erfolgreichem Entsatz durch österreichische Truppen abgewehrt werden. Noch vor Beginn der zweiten Belagerung war er am 1. November 1914 zum General der Infanterie avanciert. Die zweite Belagerung jedoch, die vom 5. November bis zum 22. März 1915 andauerte, verlief für die Angreifer erfolgreich. Da die Festung in Folge unzureichender Ausrüstung und Verpflegung nicht mehr zu halten war, bat Kusmanek den Kaiser um die Genehmigung einer ehrenvollen Übergabe, die der Monarch bewilligte. Nach einem letzten, gescheiterten, sehr verlustreichen Ausbruchsversuch am 19. März, entschloss sich der General die Festung an die russische Belagerungsarmee zu übergeben. Nach Zerstörung aller Waffen, Festungsanlagen sowie des gesamten sonstigen Kriegsmaterials, ließ er schließlich am 22. des Monats russische Verbände in die Stadt einrücken. Er selbst, seinen kaiserlich russischen St. Annenorden an der Brust tragend, ging mit 2.500 Offizieren sowie 117.000 Unteroffizieren und Soldaten für fast drei Jahre in russische Kriegsgefangenschaft. In dieser Zeit lebte er in Nischni Nowgorod, später bewohnte er vier Zimmer im Kiewer Generalsgouverneurgebäude. Nach seiner Rückkehr wurde er am 18. Februar von Kaiser Karl I. mit dem Orden der Eisernen Krone 1. Klasse dekoriert und am 1. März 1918 (mit Rang vom 15. Mai 1917) zum Generaloberst ernannt.
In Anerkennung seiner Verdienste bei der zweimaligen Verteidigung von Przemyśl wurde Kusmanek noch am 10. März 1921 (186. Promotion) vom Ordenskapitel des Maria Theresien-Ordens unter dem Vorsitz des den exilierten Kaiser als Großmeister vertretenden Feldmarschalls Franz Conrad von Hötzendorf das Ritterkreuz des Militär-Maria-Theresien-Ordens verliehen.
Kusmanek war katholisch und seit 1890 mit Johanna Zeschko verheiratet. Das Paar hatte zwei Töchter. Er ist begraben auf dem Wiener Zentralfriedhof.

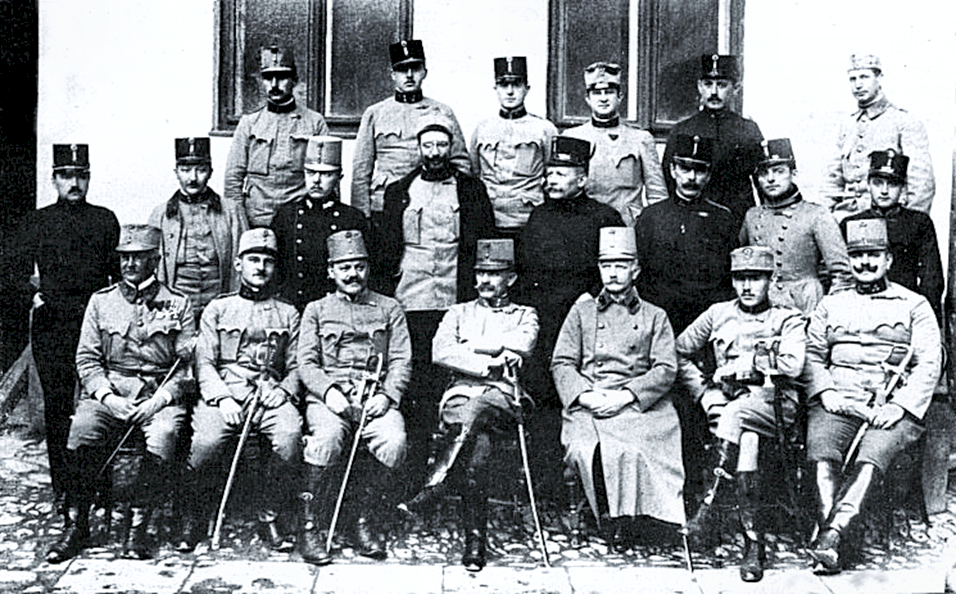
Festungskommandant Hermann von Kusmanek mit seinem Stab 1914
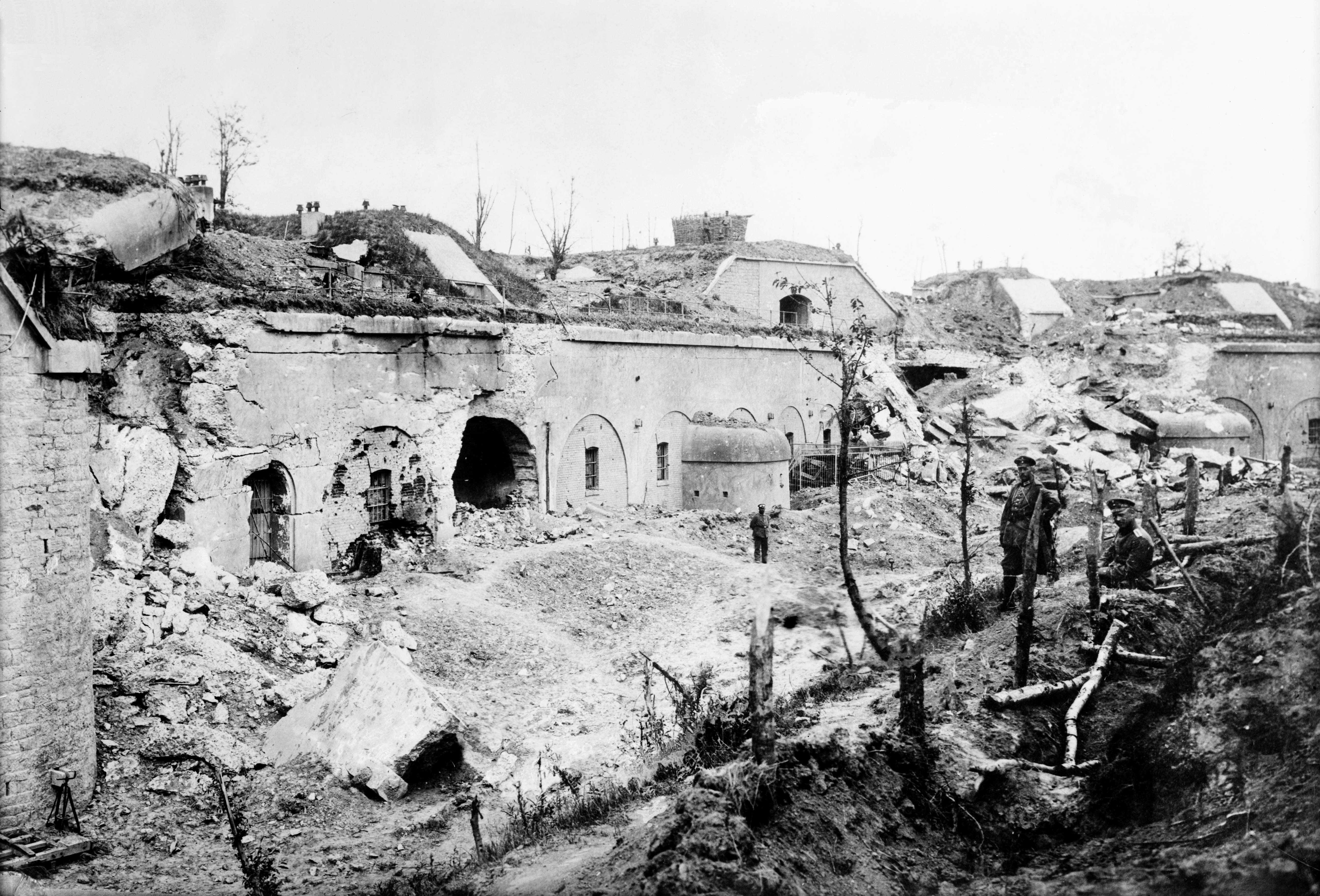
Die zerstörte Festung Przemyśl, 1915
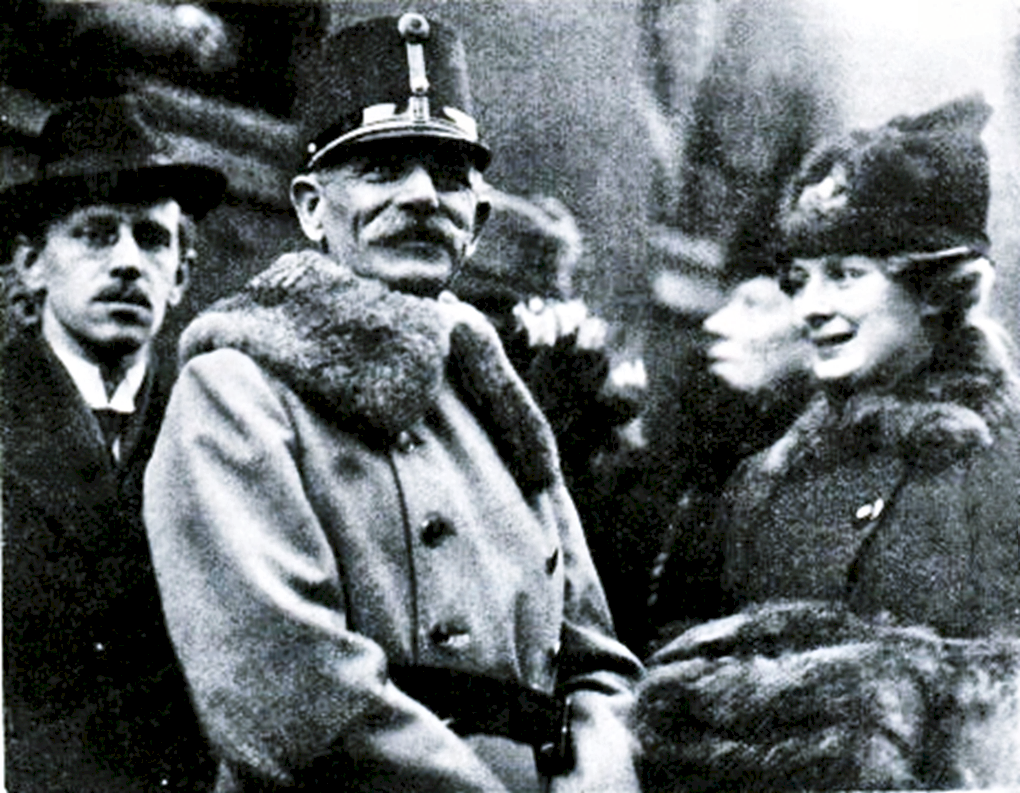
Generaloberst Kusmanek im Kreise seiner Familie, 18. Februar 1918

## Auszeichnungen (Auswahl)

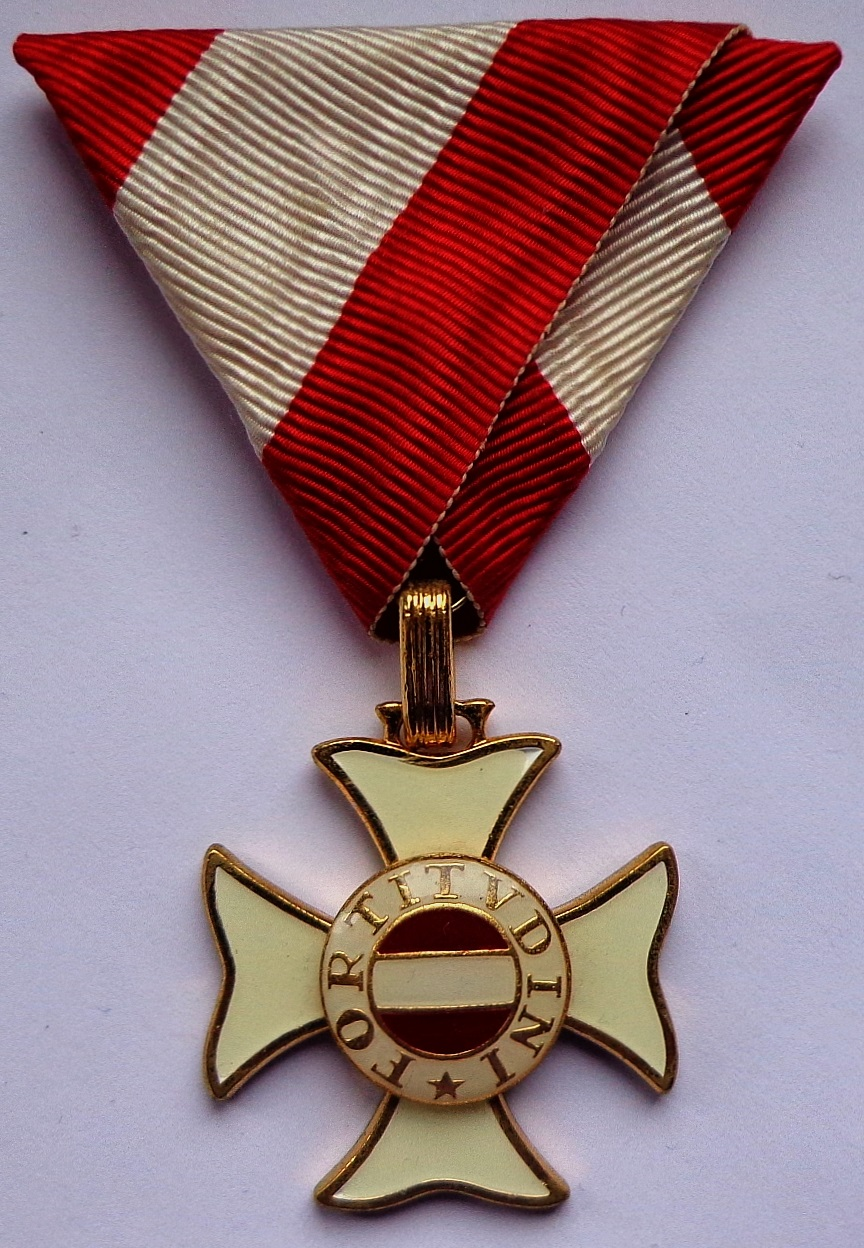
Ritterkreuz des Militär-Maria-Theresien-Ordens

- Ritterkreuz des Militär-Maria-Theresien-Ordens, 10. März 1921
- Großkreuz des Österreichischen Leopold-Ordens mit (KD.) und Schwertern, 16. März 1918[9][10]
- Orden der Eisernen Krone 1. Klasse (KD.), 18. Februar 1918[9][11]
- Eisernes Kreuz 1. Klasse
- Kaiserlich russischer St.-Anna-Orden 1. Klasse mit Brillanten[4]
- Kaiserlich persischer Sonnen- und Löwenorden 2. Klasse, 1910[12]
- Ehrendoktor d. TH Brünn (1914)

## Schriften
- mit H. v. Hoen: Der Sanitätsdienst im Krieg. 1897.

## Museale Rezeption
Im Wiener Heeresgeschichtlichen Museum ist seine Feldbluse mit dem Rang eines Generalobersten ausgestellt. Darüber hinaus sind auch seine Offizierskappe, Ausgangsbajonett, sowie sein
Ritterkreuz des Militär-Maria-Theresien-Ordens der Öffentlichkeit zugänglich.